# モーゲンス・ヴェルディケ
モーゲンス・ヴェルディケ（Mogens Wöldike, 1897年7月5日 - 1988年10月20日）は、デンマーク出身の指揮者、オルガン奏者。
コペンハーゲンの生まれ。
1916年から1919年までデンマーク王立音楽院でカール・ニールセンに音楽理論、トマス・ラウプにオルガンや教会音楽を学び、1920年にコペンハーゲン大学で音楽学の修士号を取得した。卒業後はホルメン教会のカントルとなり、1925年にはラウプの後任としてその教会のオルガニストとなった。1931年からクリスチャンボー城教会、1959年から1972年までコペンハーゲン聖母教会のそれぞれオルガニストを歴任している。一方で、1922年にはパレストリーナ合唱団、1924年にはコペンハーゲン少年合唱団を相次いで設立して合唱指揮者として活動するようになり、1929年から聖アン・ギムナジウムで合唱の指導に当たるようになった。1932年には、自ら設立した合唱団のメンバーらとデンマーク国立放送合唱団を結成している。1937年から1955年まではデンマーク国立放送マドリガル合唱団を指揮した。1943年から1945年までスウェーデン放送局の指揮者を務めた頃からオーケストラの指揮もするようになり、戦後は世界各国のオーケストラへの客演指揮で好評を博した。
1954年にニールセン賞、1976年にはレオニー・ソンニング音楽賞を受賞している。
コペンハーゲンにて死去した。

## 註
1. ↑  bach-cantatas.com